# Monica Frassoni

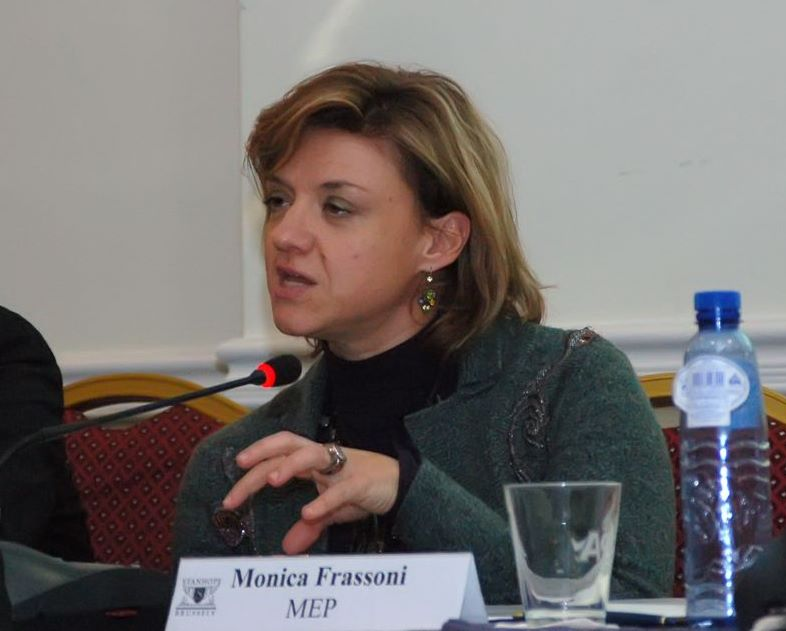
Monica Frassoni (2007)

Monica Frassoni este un om politic italian, membru al Parlamentului European în perioada 2004-2009 din partea Italiei.
1. 1 2  Deputații în Parlamentul European